# Very Good Girls
Pour plus de détails, voir Fiche technique et Distribution.
Very Good Girls est un drame américain écrit et réalisé par Naomi Foner Gyllenhaal, sorti en 2013.

## Synopsis
À New York, deux amies qui se sont lancées le pari de perdre leur virginité, tombent amoureuses du même garçon. 

## Fiche technique
- Titre original : Very Good Girls
- Réalisation : Naomi Foner Gyllenhaal
- Scénario : Naomi Foner Gyllenhaal
- Direction artistique : Sharon Lomofsky
- Décors : Lisa Myers
- Costumes : David Tabbert
- Photographie : Bobby Bukowski
- Montage : Andrew Hafitz
- Musique : Jenny Lewis
- Production : Norton Herrick, Michael London, Mary Jane Skalski (en) et Janice Williams
- Société(s) de production : Groundswell Productions et Herrick Productions
- Société(s) de distribution :
- Pays d'origine :  États-Unis
- Langue : anglais
- Format : couleurs - 35 mm - 1.85:1 - Son Dolby numérique
- Genre : drame
- Durée : 90 minutes
- Dates de sortie :
  - États-Unis : 24 juin 2014

## Distribution
- Dakota Fanning : Lilly Berger
- Elizabeth Olsen : Gerry
- Boyd Holbrook : David Avery

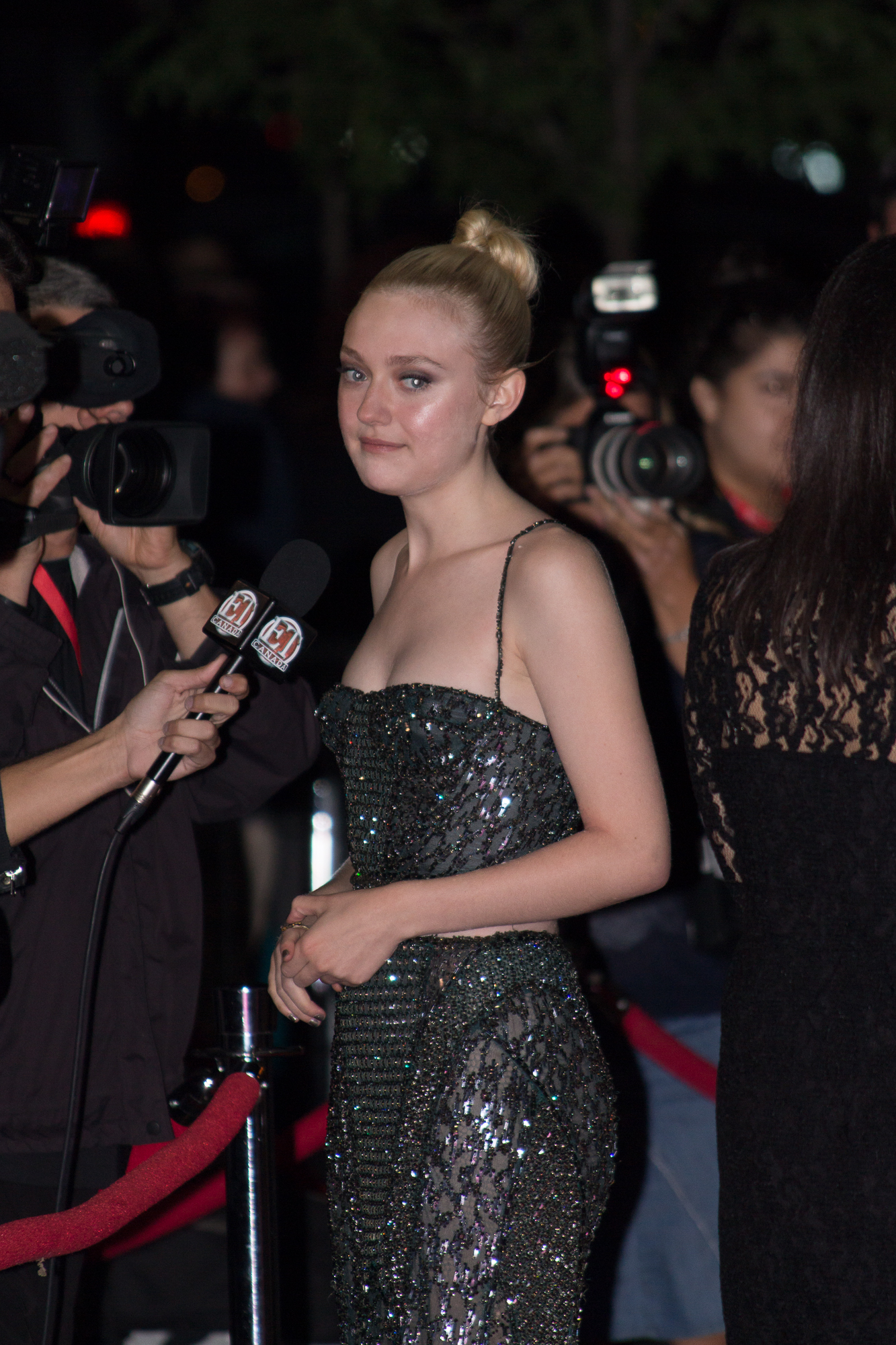
L'actrice principale Dakota Fanning, pour la présentation du film au TIFF 2013.

- Demi Moore : Kate, la mère de Gerry
- Richard Dreyfuss : Danny, le père de Gerry
- Ellen Barkin : la mère de Lilly
- Peter Sarsgaard : le patron d'été de Lilly
- Clark Gregg : le père de Lilly
- Kiernan Shipka : la sœur de Lilly

## Distinctions

### Nominations
- Festival du film de Sundance 2013 : sélection hors compétition « Premieres »
- Festival du cinéma américain de Deauville 2013 : hors compétition, sélection « Premières »